# Alan Radcliffe-Smith
Pour les articles homonymes, voir Radcliffe et Smith.
Alan Radcliffe-Smith (né en 1938 - mort en 2007) est un botaniste britannique, spécialiste des Euphorbiaceae, qui a travaillé au Jardin botanique de Kew.

## Œuvres
- A Sedentary Job ? or Forty Years as a Botanist at Kew Gardens, 2007.
- Genera Euphorbiacearum, Kew, 2001.
- Three-language list of botanical name components, Kew, 1998.